# Vanessa Parise
Vanessa Parise é uma atriz, roteirista, diretora e produtora estadunidense, mais conhecida por seu trabalho no filme Kiss the Bride.

## Biografia
Parise é uma mulher que se divide em três no dia-a-dia: artista, acadêmica e mulher de negócios. A terceira de cinco filhos do casal Parise, ela cresceu na pequena cidade de Westerly, em Rhode Island, parte de sua família e de sua infância foram retratadas no filme Kiss the Bride, de sua autoria. Vanessa foi graduada em Harvard, no curso de Biologia, e foi aceita na escola de medicina da mesma universidade no outono subseqüente.
Boa parte de sua carreira se passou nos teatros da Broadway, em Nova Iorque, onde ela chegou até mesmo a receber prêmios e honras do famoso jornal The New York Times por sua performance em Seascape, mas ela sabia que tinha mais afinidade com o cinema. Ela se dirigiu para Hollywood sem contatos, mas logo começou a atuar em muitas produções independentes e pilotos para séries de televisão.

## Filmografia
- 2009 Never Change, roteirista
- 2008 Jack and Jill Vs. The World, roteirista, diretora e produtora
- 2007 On Set, on Edge, diretora e produtora
- 2002 Kiss the Bride, roteirista, diretora e produtora
- 1999 Lo and Jo, roteirista, diretora e produtora